# Hälsingbergsskogens naturreservat
Hälsingbergsskogens naturreservat är ett kommunalt naturreservat i Falu kommun i Dalarnas län.
Området är naturskyddat sedan 2024 och är 30 hektar stort. Reservatet är beläget strax öster om Falun och består av granskog med lövskogspartier, hällmarkstallskog och öppna till halvöppna ängar.